# (582) Olympie
(582) Olympie ((582) Olympia) est un astéroïde de la ceinture principale découvert par August Kopff le 23 janvier 1906.
Il a été ainsi baptisé en référence à Olympie, centre religieux de la Grèce antique.